# Rinópolis (ort)
Rinópolis är en ort i Brasilien.   Den ligger i kommunen Rinópolis och delstaten São Paulo, i den södra delen av landet, 700 km söder om huvudstaden Brasília. Rinópolis ligger 431 meter över havet och antalet invånare är 9 935.
Terrängen runt Rinópolis är platt. Närmaste större samhälle är Osvaldo Cruz, 17,9 km väster om Rinópolis.
Omgivningarna runt Rinópolis är huvudsakligen savann. Runt Rinópolis är det ganska glesbefolkat, med 27 invånare per kvadratkilometer.